# Finskošvédská literatura
Finskošvédská literatura je literatura ve švédštině napsaná švédskojazyčnými Finy, též nazývanými finští Švédové. Zpravidla bývá vydávaná ve Finsku. Finskošvédská literatura má dlouhou historii, patří k ní osobnosti jako Johan Ludvig Runeberg nebo Tove Janssonová. Označení často bývá používáno i pro literaturu z Åland.

## Historie

### Kontext vzniku
Do roku 1809 bylo Finsko součástí Švédska a v celé zemi se používala v podstatě totožná psaná forma jazyka. Mikael Agricola v 16. století v souvislosti s náboženskou reformací přeložil do finštiny bibli, čímž vytvořil víceméně standardní písemnou finštinu, ale počet knih vydaných ve finštině zůstával skrovný. Vzdělané finské vrstvy mluvily z velké části švédsky a převážně ve švédštině psali i vzdělaní mluvčí finštiny. V 19. století nastalo období národního probuzení, řada švédskojazyčných rodin se začala učit finsky a vznikla i finskojazyčná literatura. Velká část švédských mluvčích si však jazyk ponechala a i finskošvédská literatura zůstala vitální.

### 19. a 20. století
Důležitými osobnostmi 19. století jsou Johan Ludvig Runeberg, Zacharias Topelius a Josef Julius Wecksell.
K významným osobnostem 20. století pak patří Edith Södergranová, Runar Schildt, Elmer Diktonius, Bo Carpelan či Märta Tikkanenová. V oblasti dětské literatury 1. poloviny 20. století jsou známými jmény Lisa Cawénová, Nanny Hammarströmová, John Berg a Viola Renvallová. Největší mezinárodní proslulost mezi tvůrci dětských knih si však získala Tove Janssonová, především díky příběhům o muminech.

### Pozdější díla
Ve finskošvédském prostředí vzniká poměrně značné množství románů. Spisovatelé jako Kjell Westö, Tua Forsströmová, Peter Sandström a Monika Fagerholmová jsou známí i ve Švédsku, k novějším jménům pak patří Karin Erlandssonová a Maria Turtschaninoff.

## Nakladatelství
Jakkoliv je počet finskošvédských spisovatelů vysoký, nakladatelství tolik není. Od roku 2012, kdy se sloučila nakladatelství Schildts (zal. 1913) a Söderströms (zal. 1893), dominuje značka Schildts & Söderströms, ostatní nakladatelství jsou převážně malá. Uvést lze Förlaget M, Fontana Media, Scriptum, Förlag PQR (sídlící na Ålandech), Svenska litteratursällskapet i Finland, Åbo Akademis förlag a Litorale.

## Statistiky
Finskošvédská literatura vzniká v zemi s čilým knižním trhem, kde vychází v rámci EU nejvíc knižních titulů na obyvatele. Příznačné pro finské knižní odvětví je, že pouze pětinu vydaných titulů tvoří překlady z cizích jazyků. Zároveň poměrně velký podíl produkce tvoří literatura faktu.
Jazykem naprosté většiny knih vydaných ve Finsku však je finština. V roce 2005 zde vyšlo okolo 14 000 titulů (beletrie i literatury faktu), z toho pouze zhruba 5 % titulů ve švédštině. Tento podíl je však o něco vyšší než podíl finskošvédského obyvatelstva v zemi. Ve 30. letech 20. století byla situace odlišná: asi pětina všech knih vycházela ve švédštině. V roce 2005 naproti tomu byl jazyk zhruba každé páté knihy vydané ve Finsku jiný než finština nebo švédština (ve 30. letech 20. stol. se jednalo o desetinu).